# Isokivenkari
Isokivenkari  is een Zweeds eiland behorend tot de Haparanda-archipel. Het eiland ligt in de monding van de Keräsjoki nabij Nikkala. Het heeft geen oeververbinding en geen bebouwing. In het zuidoosten wordt het door een smalle zeestroom geschieden van Vasikkasaari.